# Palatinus GmbH

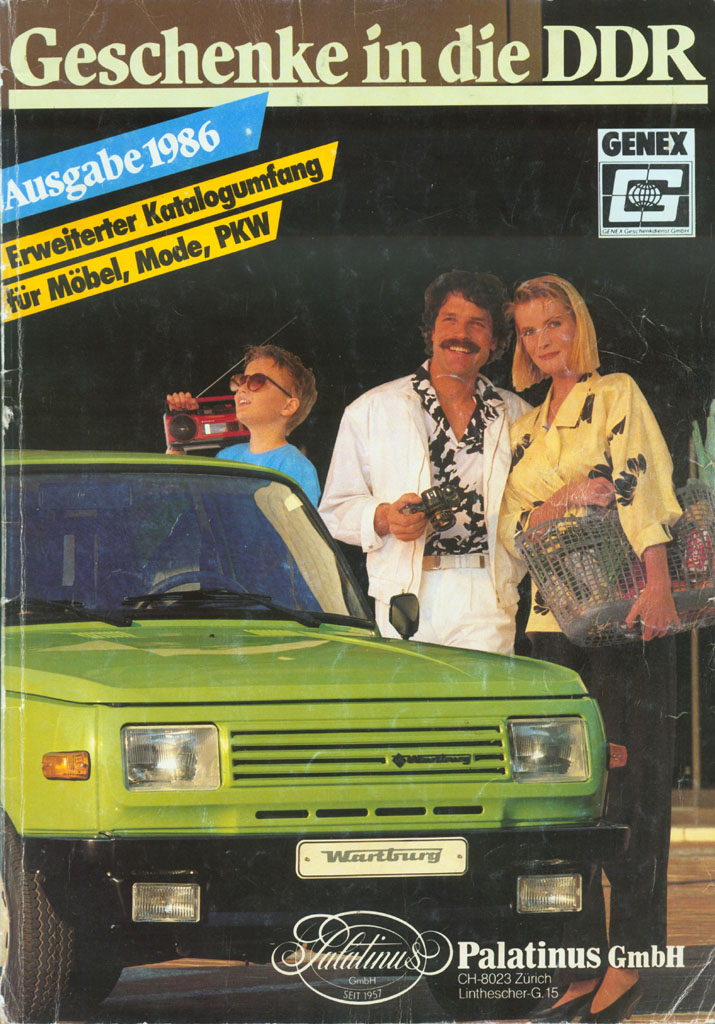
Genex-Katalog von 1986, unten mit Aufdruck des Firmenlogos der Palatinus GmbH

Die Palatinus GmbH war ein 1957 gegründetes Schweizer Handelsunternehmen mit Sitz in Herrliberg. Zu DDR-Zeiten verkaufte sie von ihrem damaligen Sitz in Zürich per Katalog Geschenke für Bürger der DDR. Ähnlich wie über die Jauerfood AG in Dänemark konnten über Palatinus gegen Westwährung Konsumgüter an DDR-Bürger geschenkt werden. Im Gegensatz zur Jauerfood AG weitete die Palatinus GmbH die angebotene Produktpalette jedoch im Laufe der Jahre zu einem vollständigen Versandhausangebot aus. Die Transaktionen wurden von der Genex abgewickelt, deren Vertragsfirma Palatinus war. Bereits 1968 wurden über die Unternehmen Jauerfood und Palatinus die meisten Transaktionen für Genex abgewickelt. 1990 wurde der letzte Genex-Katalog herausgegeben. Das Unternehmen wurde im Jahre 2010 liquidiert.
Gemäß Eintrag im Handelsregister des Kantons Zürich wurde die Liquidation der Gesellschaft im Januar 2016 widerrufen.